# Мута (приток Ануя)
Мута (устар. Изим) — река в России, протекает по Усть-Канскому району Республики Алтай. Устье реки находится в 302 км по левому берегу реки Ануй. Длина реки составляет 36 км.

## Притоки
- 12 км: Келей
- 19 км: Колбала
- 21 км: Толмоксу

## Данные водного реестра
По данным государственного водного реестра России относится к Верхнеобскому бассейновому округу, водохозяйственный участок реки — Обь от слияния рек Бия и Катунь до города Барнаул, без реки Алей, речной подбассейн реки — бассейны притоков (Верхней) Оби до впадения Томи. Речной бассейн реки — (Верхняя) Обь до впадения Иртыша.